# Fernando Barceló
Pour les articles homonymes, voir Barceló.
Barceló  Aragón est un nom espagnol. Le premier nom de famille, en général paternel, est Barceló ; le second, en général maternel, souvent omis, est Aragón.
Fernando Barceló Aragón, né le 6 janvier 1996 à Huesca, est un coureur cycliste espagnol. Il est membre de l'équipe Caja Rural-Seguros RGA.

## Biographie
Fernando Barceló nait le 6 janvier 1996 à Huesca, commune de l'Aragon, d'un père fonctionnaire et d'une mère femme de ménage. Issu d'une famille de pratiquants, il commence le cyclisme à l'âge de 6 ou 7 ans au Club ciclista Oscense.
Avant de passer en catégorie espoirs, il s'illustre en étant l'un des meilleurs juniors espagnols, sous les couleurs de la Fondation Contador. Il remporte notamment le classement final de la Coupe d'Espagne juniors en 2013 ainsi que le championnat d'Espagne du contre-la-montre juniors en 2014. Durant l'année 2015, il est convié à un stage de la formation World Tour Saxo-Tinkoff, organisé dans la commune italienne de Livigno. Il est également sélectionné en équipe nationale pour disputer son premier Tour de l'Avenir.
En 2017, il décide de changer d'équipe en signant chez la Fundación Euskadi. Bon grimpeur, il obtient plusieurs victoires et diverses places d'honneur dans le calendrier amateur basque. Fin avril, il s'aligne au départ du Tour des Asturies parmi les professionnels, sous une sélection nationale espagnole. Lors de l'étape reine, il se distingue en terminant troisième au sommet de l'Alto del Acebo, derrière Nairo Quintana et Raúl Alarcón. À partir du mois d'août, il rejoint l'équipe Cofidis en tant que stagiaire. Au mois d'octobre, la presse spécialisée annonce sa signature avec la formation Euskadi Basque Country-Murias.
Dès ses débuts professionnels en 2018, Fernando Barceló se fait remarquer en terminant meilleur grimpeur du Tour du Haut-Var, après plusieurs échappées. Il se classe ensuite septième du Tour de l'Alentejo. Mi-juillet, il est médaillé de bronze au championnat d'Europe espoirs, devancé au sprint par Marc Hirschi et Victor Lafay. De retour sur le circuit professionnel, il termine quatrième de la Classique d'Ordizia. En fin de saison, il gagne la 9e étape du Tour de l'Avenir.
En 2019, il obtient plusieurs places d'honneur. Il est notamment troisième d'une étape du Tour d'Espagne, son premier grand tour. Il se classe également septième du Grand Prix Miguel Indurain et du championnat d'Espagne, ainsi que sixième du Tour de Vendée.
En 2020, il fait son retour au sein de la formation Cofidis. En août, il se classe onzième du Mont Ventoux Dénivelé Challenges.

## Palmarès
- 2013
  - Coupe d'Espagne juniors
- 2014
  -  Champion d'Espagne du contre-la-montre juniors
  - Gipuzkoa Klasika
  - Circuito Cántabro Junior :
    - Classement général[17]
    - 1reb étape (contre-la-montre)

  - 2e du Circuito Guadiana juniors
- 2015
  - 3e étape du Tour de Castellón
  - 2e du Tour de La Corogne
  - 2e du Tour de Castellón
  - 3e du Tour de Navarre
- 2016
  - 2e de la Subida a Gorla
  - 3e de l'Aiztondo Klasica
  - 3e de la Classique Xavier Tondo
- 2017
  - Champion d'Aragon sur route
  - Laukizko Udala Saria
  - Zaldibia Sari Nagusia
  - 2e du Mémorial Cirilo Zunzarren
  - 2e du Tour du Piémont pyrénéen
- 2018
  - 9e étape du Tour de l'Avenir
  -  Médaillé de bronze du championnat d'Europe sur route espoirs
- 2025
  - 2e du championnat d'Espagne sur route

### Résultats sur les grands tours

#### Tour d'Espagne
4 participations
- 2019 : 95e
- 2020 : non partant (6e étape)
- 2021 : 89e
- 2023 : 48e

## Classements mondiaux
| Année                                 | 2017  | 2018 | 2019 | 2020 | 2021 | 2022 | 2023 | 2024 |
| ------------------------------------- | ----- | ---- | ---- | ---- | ---- | ---- | ---- | ---- |
| Classement mondial                    | 2149e | 415e | 441e | 641e | 430e | 380e | 494e | 371e |
| UCI Europe Tour                       | 1384e | 235e | 347e | 521e | 356e | 306e | nc   | nc   |
|                                       |       |      |      |      |      |      |      |      |
| Légende : nc = non classéSource : UCI |       |      |      |      |      |      |      |      |